# Peter Haggett
Peter Haggett (Pawlett, 24 de febrero de 1933-9 de febrero de 2025) fue un geógrafo y académico británico.

## Biografía
Realizó estudios en la Universidad de Cambridge. Trabajó como profesor en la University College London  y en la Universidad de Cambridge. Profesor emérito de la Universidad de Bristol (de donde es profesor desde 1966), es uno de los geógrafos más importantes en el desarrollo de la geografía humana con enfoque urbano y regional. También ha desarrollado investigación en geografía de las enfermedades. Fue el primer ganador del Premio Vautrin Lud en 1991, nombrado Comendador de la Orden del Imperio Británico en 1993.Tiene siete títulos honoríficos en Derecho y Ciencias de varias universidades americanas y europeas.

## Algunas obras
- Análisis locacional en la geografía humana (1976)
- El arte del geógrafo(1996)
- La estructura geográfica de las epidemias(2000)
- Geografía: una síntesis global(2001)